# Hannes Heide
Hannes Heide (nascido em 17 de outubro de 1966) é um político austríaco eleito membro do Parlamento Europeu em 2019. Desde então, ele tem servido na Comissão de Cultura e Educação.

Para além das suas atribuições nas comissões, Heide fez parte da delegação do Parlamento à Assembleia Parlamentar Paritária ACP-UE. Ele também é membro do Intergrupo URBAN.